# Tata Ronkholz
Tata Ronkholz (eigentlich Roswitha Ronkholz, * 1940 in Krefeld; † 1997 in Hürth-Kendenich) war eine deutsche Fotografin und Designerin.

## Leben
Ronkholz wurde 1940 in Krefeld unter dem Mädchennamen Roswitha Tölle geboren. Von 1961 bis 1965 studierte sie an der Werkkunstschule Krefeld Architektur und Innenarchitektur. Nach einer Anstellung im Möbelhaus Schroer in Krefeld in den Jahren 1965 bis 1966 arbeitete sie bis 1977 als selbstständige Produktdesignerin. Unter anderem entwarf sie eine Wohnlandschaft aus Einzelelementen im Baukastensystem für die Firma „habit“.
Über ihren Ehemann Coco Ronkholz, der eine Katalogproduktion für Bernd Becher betreute, kam Tata Ronkholz mit der Fotografie in Kontakt. 1977 begann sie ein Studium an der Staatlichen Kunstakademie Düsseldorf. Von 1978 bis 1985 studierte sie bei Bernd Becher und gehörte damit neben Volker Döhne, Andreas Gursky, Candida Höfer, Axel Hütte, Thomas Ruff und Thomas Struth zu den ersten Studierenden von Bernd Becher an der Düsseldorfer Akademie, die später als Becher-Schule legendär wurde.
Nach dem Studium hörte sie aus wirtschaftlichen Gründen mit der Fotografie auf und arbeitete 1985 bis 1995 zur Bestreitung ihres Lebensunterhalts in einer Kölner Fotoagentur. 1997 starb Tata Ronkholz auf Burg Kendenich bei Köln.
Obwohl sie früh zur Becher-Schule zählte, blieb ihr Werk über Jahrzehnte weitgehend unbeachtet, was nicht zuletzt mit ihrem Rückzug aus der künstlerischen Fotografie Mitte der 1980er-Jahre zusammenhängt.

## Werk
Schon vor dem Beginn ihres Studiums bei Bernd und Hilla Becher im Jahr 1978 entstanden erste Schwarzweißfotografien von Industrietoren, die sie mit einer Plattenkamera ausschließlich in den Wintermonaten anfertigte, damit Pflanzenbewuchs nicht die Struktur der Tore verdeckte. Ronkholz’ Frühwerk ist durch einen strengen, konstruktivistischen Stil geprägt.
Die Arbeiten, die Ronkholz zwischen 1978 und 1985 schuf, zeigen ihre Nähe zur fotografischen Typologie der Bechers, entwickeln jedoch eine eigene poetische Kraft. Ihre bevorzugten Motive – Kioske, Schaufenster, Industrietore – spiegeln den Wandel des westdeutschen Stadtraums und bewahren Momente des Alltags, die oft übersehen werden.
Den später entstandenen Trinkhallen vergleichbar, realisierte sie eine fotografische Archivierung von Industriebauten. Die Vergänglichkeit der Motive war für sie bedeutend: „Diese wunderbare Welt ist längst nicht mehr da. Ich wollte sie festhalten, bevor alles abgerissen und weg war.“ Die Dokumentation des Düsseldorfer Rheinhafens begann sie 1978, in Zusammenarbeit mit Thomas Struth, aus dessen Konvolut 1981 das Stadtmuseum Düsseldorf 60 Arbeiten kaufte. Als Struth die fotografische Arbeit 1980 unterbrechen musste, widmete sich Ronkholz allein den Innenräumen des Hafens. In dem gemeinsamen Projekt mit Thomas Struth dokumentierte Ronkholz den Düsseldorfer Hafen vor seiner Umwandlung zum Medienhafen. Die von ihr gewählten Bildausschnitte und Perspektiven verwandeln urbane Leerstellen in Erinnerungsräume. Während Struths Arbeiten eine spätere Tendenz zur Monumentalisierung andeuten, zeugen Ronkholz’ Fotografien von einem leisen Blick auf verlassene Orte – als stumme Zeugen einer verschwindenden Welt.
Die umfangreichste Werkgruppe ist die der Trinkhallen. Ihre Trinkhallenaufnahmen zeigen frei stehende Nachkriegsarchitekturen, teils mit verblassten Werbeplakaten und improvisierten Fassadengestaltungen – eine visuelle Chronik der urbanen Transformation. Ronkholz fand ihre Motive in Düsseldorf, Bochum und Köln sowie in anderen Orten im Ruhrgebiet. Hierzu betonte sie: „Mir ging es weder um einen sozialen Aspekt noch um das Design, sondern ich fühlte mich zum Alltag hingezogen. Ich wollte das Büdchen um die Ecke in seiner ganzen Liebenswürdigkeit zeigen.“ Aus diesem Bedürfnis sind wohl auch ihre „Schaufenster“ entstanden, die sie fotografierte, bevor sie im Jahr 1985 ihre eigenständige fotografische Tätigkeit aufgab.
Mit der Serie Firma Tromm, Tor Gleisanschluss, Köln-Niehl, 1983 etwa gelang ihr ein eindrückliches Spiel mit Perspektive, Fläche und Bedeutung: Die Bildkomposition verbindet Bahnschienen, ein versperrendes Tor und industrielle Kulissen zu einem Werk, das weit über bloße Dokumentation hinausweist. Die formale Strenge ihrer Aufnahmen ließ politische Assoziationen aufkommen – etwa zu Lagern oder Gewaltarchitektur –, was ihrer Fotografie eine unerwartet emotionale Tiefe verlieh.
Zahlreiche Fotografien hielt sie in ihren sorgfältig geführten Archivbüchern fest.
Mit der Ausstellung Gestaltete Welt in der Photographischen Sammlung/SK Stiftung Kultur in Köln wurde ihr Werk 2025 erstmals in einer umfassenden Retrospektive gewürdigt. Die über 100 Exponate umfassten neben klassischen Werkgruppen auch bislang kaum bekannte Arbeiten und markieren den Beginn einer überfälligen Neubewertung ihres fotografischen Œuvres.

## Ausstellungen (Auswahl)

### Einzelausstellungen
- 1981: Der Düsseldorfer Hafen. Fotos von Tata Ronkholz und Thomas Struth, Stadtmuseum Düsseldorf, 20.05.–08.06.1981
- 1982: Tata Ronkholz. Trinkhallen im Ruhrgebiet, Westfälisches Landesmuseum für Kunst und Kulturgeschichte Münster, Cafeteria, Juli–August 1982
- 1984: Tata Ronkholz. Fotobilder / Fotodokumentation Rheinhafen Düsseldorf – Innenräume, »Linie«-Galerie, Moers, 26.11.1984 – 26.01.1985
- 1985: Tata Ronkholz. Fotobilder, Galerie Imago, Köln, 09.02.–16.03.1985
- 2001: Tata Ronkholz. Photographien 1978–1985, VAN HAM Kunstauktionen, Köln, 14.09.–13.10.2001
- 2001: Tata Ronkholz. Photographien, Galerie Berinson, Berlin, 14.09.–10.11.2001
- 2006: Tata Ronkholz. Photographien 1978–1985, Galerie Michael Wiesehöfer, Köln, 24.03.–29.04.2006
- 2014: Tata Ronkholz, Conzen am Karlsplatz, Düsseldorf, Juni 2014
- 2016: Trinkhallen und mehr. Tata Ronkholz, Museum DKM, Duisburg, 05.–28.08.2016
- 2016: Tata Ronkholz. Trinkhallen, Café Coffee Lounge in Kooperation mit Galerie Thomas Zander, Köln, 6. März – April 2016
- 2017: Rheinhafen Düsseldorf – Photographien von Tata Ronkholz, Grisebach, Düsseldorf, 04.02.–31.03.2017
- 2017: Tata Ronkholz. Eine Auswahl, Museum Kunstarchiv Kaiserswerth, Düsseldorf, 03.02.–31.12.2017
- 2021: Sheroes of Photography. Part II: Tata Ronkholz, Kicken Berlin, 30.04.–13.08.2021

### Gruppenausstellungen
- 1979: In Deutschland. Aspekte gegenwärtiger Dokumentarphotographie in Deutschland, Rheinisches Landesmuseum Bonn, 23.06.–29.07.1979
- 1979: Schlaglichter. Junge Kunst aus dem Rheinland, Rheinisches Landesmuseum Bonn, 20.09.–04.11.1979
- 1980/81: 100 Photos aus zehn Sammlungen, Wanderausstellung der AÖFS (Arbeitsgemeinschaft öffentlicher Fotosammlungen) in München, Zürich, Essen, Köln u. a., 1980/81 (Sonderausgabe der Zeitschrift „camera“, 5/80)
- 1982: Work by Young Photographers from Germany, Art Galaxy, New York (US), 17.04.–15.05.1982
- 1983: 22 Fotografinnen. Ein Querschnitt zeitgenössischer Fotografie
- 1983: 22 Fotografinnen. Ein Querschnitt zeitgenössischer Fotografie, GEDOK in der Hahnentorburg, Köln, 15.05.–19.06.1983
- 1984: 22 Fotografinnen, GEDOK in der Galerie am Schloss Brühl, 06.05.–20.05.1984
- 1984: Fotokunst aus Nordrhein–Westfalen. Die Fotografie als Mittel der Kunst. Fünfzehn zeitgenössische Beispiele, Kultusministerium NRW, Soest u. a., 1984
- 1988: Düsseldorfer Fotografinnen, Bahnhof Eller, Düsseldorf, 29.05.–26.06.1988
- 2002: Joachim Brohm. Bonus: Tata Ronkholz, Frehrking Wiesehöfer, Köln, 13.09.–19.10.2002
- 2003: Vier Positionen künstlerischer Fotografie. Harold Chapman, Tata Ronkholz, Maria Maier, Lubo Laco, Kunstmuseum in der Alten Post, Mülheim a. d. Ruhr, 21.09.–16.11.2003
- 2004: Best of – Blick in die Sammlung, Die Photographische Sammlung / SK Stiftung Kultur, Köln, 27.02.–25.04.2004
- 2010: Der Rote Bulli. Stephen Shore und die Neue Düsseldorfer Fotografie, NRW–Forum, Düsseldorf, 11.09.2010 - 16.01.2011
- 2014: Backdoor Fantasies, KAI 10 / Arthena Foundation, Düsseldorf, 05.04.–10.08.2014
- 2016: Der typologische Blick – Ausstellung für Hilla Becher, Die Photographische Sammlung / SK Stiftung Kultur, Köln, 13.06.–03.07.2016
- 2017: Fotografien werden Bilder. Die Becher–Klasse, Städel Museum, Frankfurt, 24.04. – 13.08.2017[2]
- 2017: The Power of Images. A selection of photographs on industry work, MAST Foundation, Bologna, 03.05.–24.09.2017
- 2018: Bernd, Hilla and the Others. Photography from Düsseldorf, Huis Marseille Museum for Photography, Amsterdam, 09.03.–03.06.2018
- 2018: Doing the Document. Fotografien von Diane Arbus bis Piet Zwart – Die Schenkung Bartenbach. Museum Ludwig, Köln, 31.08.2018 - 06.01.2019
- 2021: Sheroes of Photographie. Part I: From Lady Hatton to Hannah Höch, from Monika von Boch to Tata Ronkholz, Kicken Gallery Berlin, 05.02.–23.04.2021

## Werke in öffentlichen Sammlungen (Auswahl)
- LVR-Landesmuseum Bonn
- Museum DKM, Duisburg
- Museum Kurhaus Kleve
- Museum Ludwig, Köln
- Photographische Sammlung, SK Stiftung Kultur, Köln/Bonn
- Kunstmuseum in der Alten Post, Mülheim an der Ruhr
- Stadtmuseum Düsseldorf
- Städelmuseum, Frankfurt am Main
- MAST Foundation, Bologna (IT)
- San Francisco Museum of Modern Art (SFMOMA), San Francisco (US)

## Tata Ronkholz Komitee
Am 31. August 2018 wurde unter der Leitung von Frau Dr. Renate Goldmann das wissenschaftliche Komitee für den Nachlass der Fotografin Tata Ronkholz (1940 – 1997) gegründet, bestehend aus den angesehenen Experten Gabriele Conrath-Scholl, Leiterin von Die Photographische Sammlung/ SK Stiftung Köln, Dr. Stefan Gronert, Kurator für Fotografie und Medien am Sprengel Museum Hannover, und Barbara Hofmann-Johnson, Leiterin vom Museum für Photographie Braunschweig. In jährlichen Sitzungen wird es den akademischen Diskurs zu Tata Ronkholz, die Inventarisierung und Erfassung des Bestandes sowie die Veröffentlichung eines Werkverzeichnisses beratend begleiten.

## Nachlass
Den künstlerischen Nachlass der Fotografin wird seit 2011 von VAN HAM Art Estate betreut. Dieser umfasst Abzüge, Kontakte und Negative sowie Teile ihrer Korrespondenz und Entwürfe im Rahmen ihrer früheren innenarchitektonischen Arbeit. Der schriftliche Nachlass befindet sich ebenfalls seit 2011 bei VAN HAM Art Estate. Im Jahr 2018 hat VAN HAM Art Estate ein Experten-Komitee gegründet, das den Nachlass wissenschaftlich betreut.